# 三排镇
三排镇，是中华人民共和国广东省清远市连南瑶族自治县下辖的一个镇，2004年6月22日与南岗镇合并。该镇为排瑶聚居地，也是《瑶族舞曲》的创作地。

## 行政区划
三排镇下辖以下地区：
山溪村、东芒村、连水村、三排村、牛头岭村、油岭村、南岗村、横坑村、蜈蚣田村和百斤洞村。

## 中国传统村落
2012年，南岗古排、三排村被评为首批“中国传统村落”。